# Heinrich Melzer
Heinrich Melzer (* 25. September 1890 in Mülheim an der Ruhr; † 1. März 1967 ebenda) war ein deutscher Gewerkschafter und Widerstandskämpfer gegen den Nationalsozialismus.

## Leben
Melzer wuchs als eines von neun Kindern einer Arbeiterfamilie auf. Nach dem Besuch der Volksschule machte er eine Ausbildung zum Kesselschmied. Bereits als 17-Jähriger wurde er Mitglied des Fabrikarbeiter-Verbandes im Allgemeinen Deutschen Gewerkschaftsbund (ADGB).
Während des Ersten Weltkrieges diente er als Marinesoldat. In der Novemberrevolution beteiligte er sich an den Abwehrkämpfen der Hamburger Arbeiterschaft. Noch 1918 wurde er in den Arbeiterrat bei der Firma Thyssen gewählt. An den Abwehrkämpfen gegen den Kapp-Putsch beteiligte sich Melzer im Ruhrgebiet. Nach der Besetzung Mülheims durch Reichswehrverbände musste er deshalb fliehen und er lebte eine Zeitlang „illegal“, um den politisch motivierten Verfolgungen des Justiz- und Polizei-Apparats zu entgehen.
Von 1922 bis 1933 war Melzer Geschäftsführer der Freien Deutschen Arbeiter Union.
Mit Beginn der NS-Diktatur 1933 wurde er verhaftet und eine Zeit lang im KZ Börgermoor in „Schutzhaft“ genommen. Nach seiner Entlassung gehörte er in Mülheim dem Widerstand gegen das NS-Regime an. 1934 wurde er deshalb erneut verhaftet und von der NS-Justiz zu fünf Jahren Zuchthaus verurteilt. Während des Zweiten Weltkriegs wurde er dienstverpflichtet bei der Organisation Todt. Um einer erneuten Verhaftung zu entgehen, lebte er ab 1943 wieder im „Untergrund“.
Nach der Befreiung Mülheims am 11. April 1945 organisierte Melzer ein Antifa-Bündnis, aus dem am 12. August 1945 ein Ortsverband des Freien Deutschen Gewerkschaftsbunds für das Mülheimer Stadtgebiet wurde, der sich später dem Deutschen Gewerkschaftsbund (DGB) in der Britischen Besatzungszone anschloss. Melzer wurde zum Kreisvorsitzenden des DGB gewählt und blieb dies bis 1954.
Als Vertreter der KPD gehörte er vom 3. August bis zum 21. Dezember 1945 dem ernannten Bürgerausschuss der Stadt Mülheim an und ab dem 9. Mai 1946 zur amtierenden Stadtvertretung.
„Aus Enttäuschung über die politisch-gesellschaftliche Entwicklung der Bundesrepublik“ zog er sich nach seiner Pensionierung 1954 aus dem politischen Leben zurück.

## Ehrungen
- Am 14. März 1972 wurde in Mülheim eine Straße in der Nähe des Rathauses nach ihm benannt.[3]

## Weitere Quellen
- Stadtarchiv Mülheim an der Ruhr, Bestand 1550 (Mülheimer Persönlichkeiten)
- Stadtarchiv Mülheim an der Ruhr, Bestand 2001 (Wiedergutmachungsakten)